# Flugplatz Alvaro Leonardi

i7
i11
i13
Der Flugplatz Alvaro Leonardi (it.: Aviosuperficie Alvaro Leonardi) ist eine Aviosuperficie in Terni im Süden der mittelitalienischen Region Umbrien. Er wird durch die Terni Reti S.u.r.l. betrieben.

## Lage
Der Flugplatz liegt etwa 5 km westlich des Bahnhofs von Terni.

## Flugbetrieb
Am Flugplatz Alvaro Leonardi findet Flugbetrieb mit Segelflugzeugen, Ultraleichtflugzeugen, Motorflugzeugen bis 5700 kg Gesamtabflugmasse und Hubschraubern statt. Weiterhin findet Fallschirmsprungbetrieb statt. Der Flugplatz verfügt über eine 870 m lange und 18 m breite Start- und Landebahn aus Asphalt. Weiterhin verfügt er über eine Tankstelle für Jet A1, AvGas 100 LL und MoGas.